# 苏斯皮耶尔
苏斯皮耶尔（法語：Souspierre）是法国德龙省的一个市镇，位于该省西南部，属于尼永斯区。该市镇总面积5.25平方公里，2009年时的人口为101人。

## 人口
苏斯皮耶尔人口变化图示